# Piverone
Piverone (Pivron in piemontese, pr. /pɪw'rʊŋ/) è un comune italiano di 1 235 abitanti della città metropolitana di Torino in Piemonte.

## Geografia fisica

### Territorio
La località del comune di Piverone è una zona collinare situata in Canavese ad una latitudine di 45° 26' 5" e ad una longitudine di 8° 00' 20" sulle pendici della collina morenica della Serra.  
L'altitudine del paese varia dai 230 metri del livello del lago di Viverone sul quale si affaccia, fino ai 525 metri raggiunti sulla sommità della collina. Il caratteristico centro storico si trova a 302 metri di altitudine.  
Il territorio si estende per 11.110.000 mq (1.111 ettari) confinando con diversi paesi. A Nord-Ovest confina con Magnano (BI), a Nord-Est con Zimone (BI), a Est con Viverone (BI), a Sud con Azeglio (TO) e Albiano d'Ivrea (TO) e infine a Ovest con Palazzo Canavese (TO). 
Nel comune di Piverone sono presenti due piccole frazioni: quella denominata Torrione che si estende nella zona più collinare del paese e quella di Anzasco che consente a Piverone di affacciarsi sul Lago di Viverone.  
Questo territorio possiede da sempre caratteristiche ottimali per le attività agricole. Per questo il paese ha da sempre una vocazione agricola e ancora oggi la maggior parte del territorio viene utilizzata per la coltivazione di grano, frutteti, bosco e soprattutto vigneti. Il vino infatti rappresenta un prodotto di spicco e di vanto per il paese che lo produce grazie alla Cantina Sociale della Serra (Piverone) fondata nel 1952 grazie ad un progetto del famoso imprenditore Adriano Olivetti. I vini maggiormente prodotti e più apprezzati sono l'Erbaluce (Passito, Spumante, Secco) per quanto riguarda i vini bianchi, ai quali si aggiungono i vini rossi Barbera e Nebbiolo.  
Piverone è gemellato con un piccolo paese ungherese che si chiama Dég e con il quale nel corso degli anni si verificano diversi e reciproci scambi culturali.  

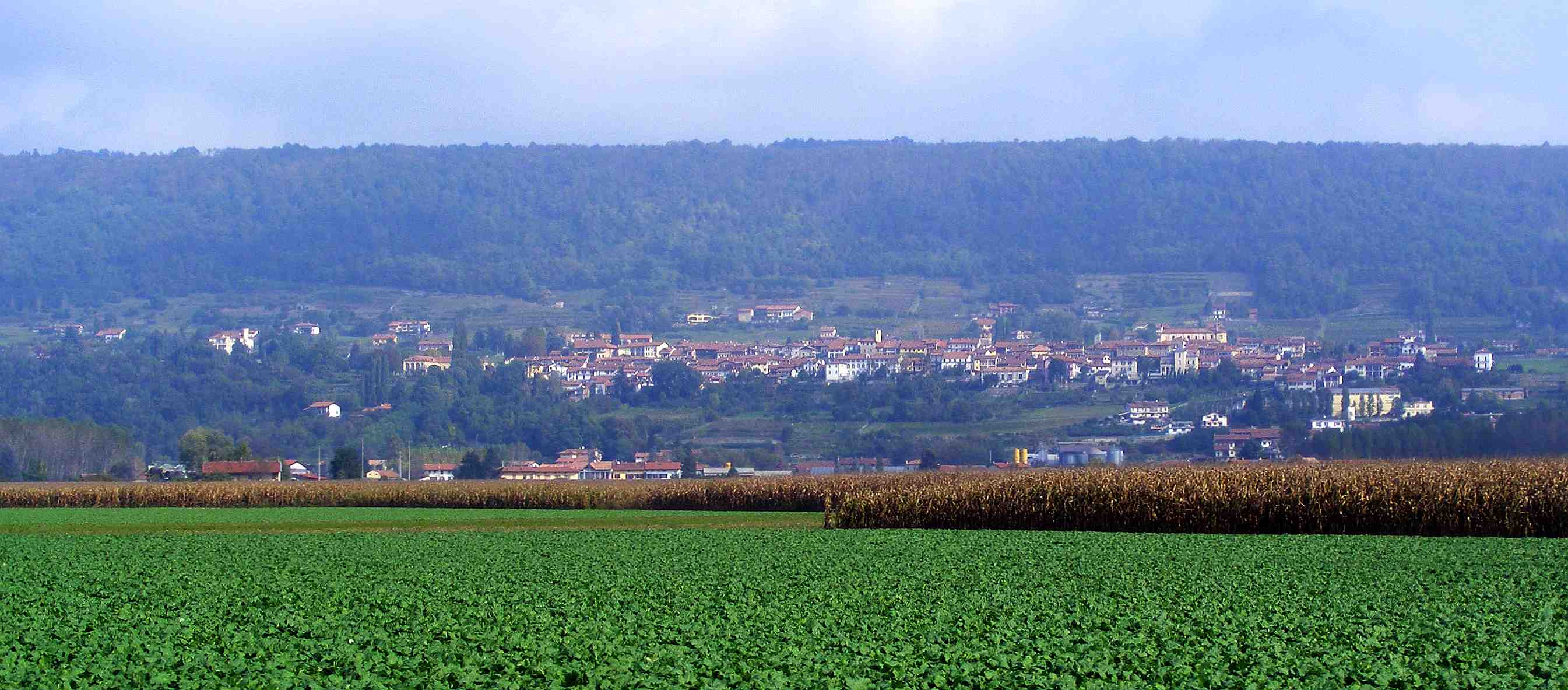
Piverone, adagiato sulla collina della Serra

## Storia
Fu abitata, così come la vicina Viverone, già da tempi preistorici; oltre i resti di un insediamento palafitticolo a ridosso di Anzasco, furono trovati altri reperti dell'età del bronzo (2000-1200 a.C.) anche nell'entroterra. Curiosamente, l'origine del toponimo Piverone non ha nulla a che vedere con l'assonante e adiacente Viverone. L'ipotesi più probabile è quella del nome di un prediale romano del IV secolo circa che, avendo un carattere vivace, "pepato" appunto, fu soprannominato Pipero, da cui il nome di un'antica Villa Piperonis, oggi inesistente. Un documento del XVII secolo afferma inoltre che il borgo di Peveronis aveva, come simbolo araldico, un albero di pepe. Tuttavia, non avendo traccia disegnata, nel 1926 fu scelto, come stemma di Piverone, la croce sabauda.
Nel X-XI secolo circa, i primi insediamenti di monaci nel territorio. Di questo periodo, è importante citare la "chiesetta del Gesiùn", della quale abbiamo dei resti in stile romanico canavesano ancora apprezzabili presso la località Livione. Probabilmente, dello stesso periodo, l'impianto preesistente dell'edificio votivo alla Madonna con Bambino di Unzasco (Lido di Anzasco), sulle rive occidentali del Lago (e poi diventata Santa Maria de Ursacio e Santa Maria delle Grazie).
Nel XIII secolo, si hanno notizie del podestà di Vercelli Pruino degli Incoardi che cede il territorio ai consoli feudatari Brulino e Raimondo da Livione, Raimondo da Anzasco, Giovanni del Platola da Palazzo e Albertino del Monte. I consoli vercellesi fortificarono il paese con un bastione in stile romanico a tre torri, in previsione di espandersi verso la vicina Eporedia. Una delle tre torri (la torre-orologio municipale, d'ingresso al borgo) è rimasta in buono stato, mentre le altre due sono parecchio degradate. Dello stesso periodo è la chiesetta romanica di San Pietro di Subloco, di cui oggi non rimane che il campanile.
A partire dal XV secolo, Piverone diventa l'ultima roccaforte territoriale protetta a nord-est del Ducato di Savoia, attraverso i nobili De Marchi, assoggettati a Ludovico di Savoia. Agli inizi del XVIII secolo, il paese fu poi meta di villeggiatura di madama Giovanna Battista di Savoia-Nemours, moglie del duca Carlo Emanuele II. Il territorio fu successivamente conteso per l'amministrazione turistica del Lago di Viverone, delle cui rive occidentali Piverone, sotto la provincia di Torino, rimarrà proprietario per 1/6 (frazione di Anzasco e località Bancassa-Maresco).

## Monumenti e luoghi d'interesse
- Antico ricetto di cui si sono conservate la torre di accesso al borgo (torre-orologio) e le torri d'angolo nord-est delle mura, del XIII secolo
- Chiesetta del Gesiùn, ruderi dell'antica chiesa di località Livione, risalente al X secolo
- Campanile romanico di San Pietro di Subloco, risalente al X secolo
- Chiesa parrocchiale dei Santi Pietro e Lorenzo

## Infrastrutture e trasporti
Tra il 1882 e il 1933 il comune fu servito dalla tranvia Ivrea-Santhià.

## Via Francigena
Il comune e l'abitato si trovano sul tracciato della Via Francigena, variante canavesana, proveniente da Palazzo Canavese e che si dirige successivamente verso Viverone

## Società

### Evoluzione demografica
Abitanti censiti

## Amministrazione

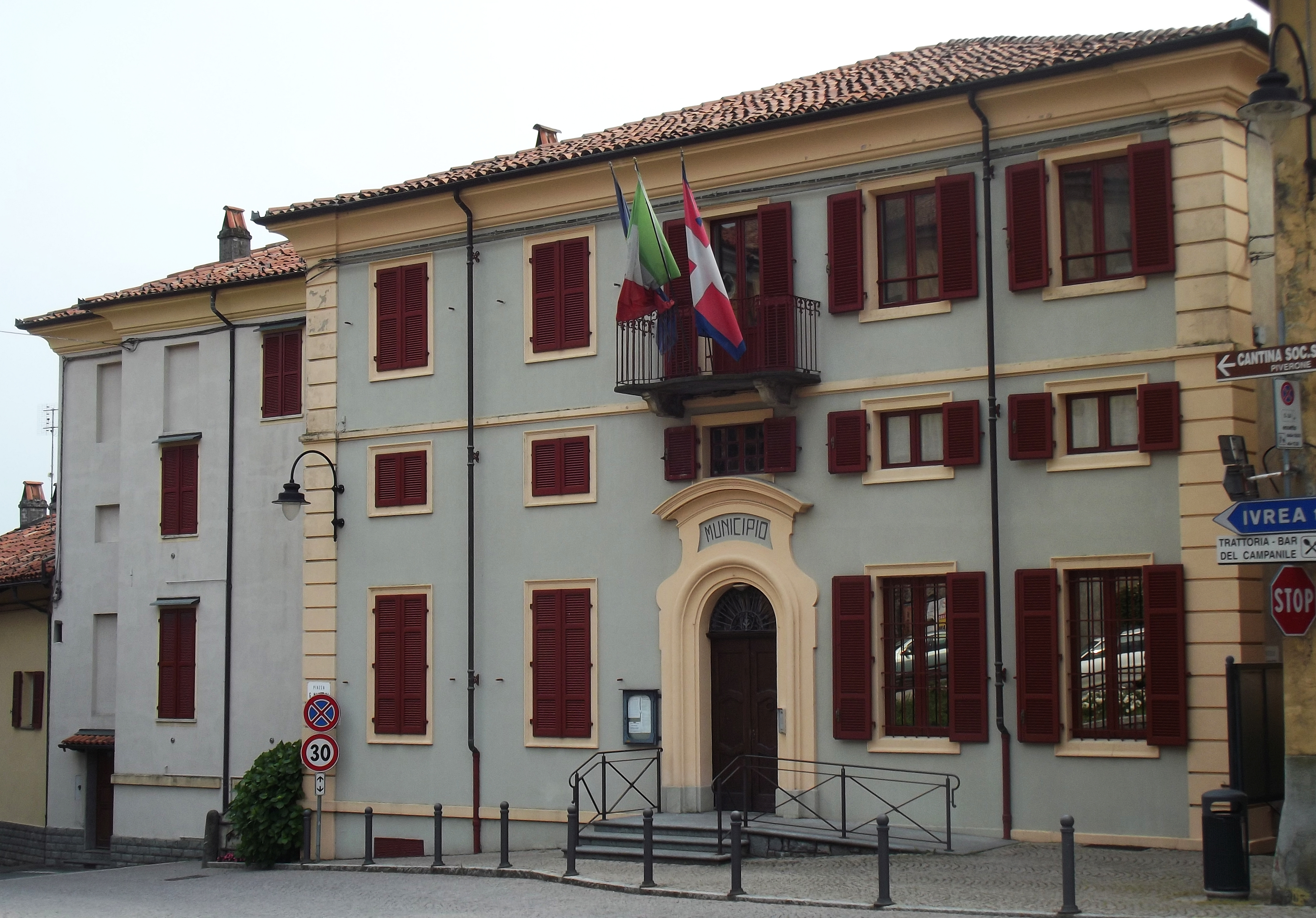
Il municipio

| Periodo | Periodo   | Primo cittadino         | Partito                      | Carica  | Note       |
| ------- | --------- | ----------------------- | ---------------------------- | ------- | ---------- |
| 2004    | 2009      | Benito Favaro           | lista civica                 | Sindaco |            |
| 2009    | 2014      | Benito Favaro           | lista civica                 | Sindaco | II mandato |
| 2014    | 2019      | Alessandro Maria Fasolo | lista civica Vivere Piverone | Sindaco |            |
| 2019    | in carica | Alessandro Maria Fasolo | lista civica Vivere Piverone | Sindaco |            |

### Gemellaggi
- Dég

## Galleria d'immagini

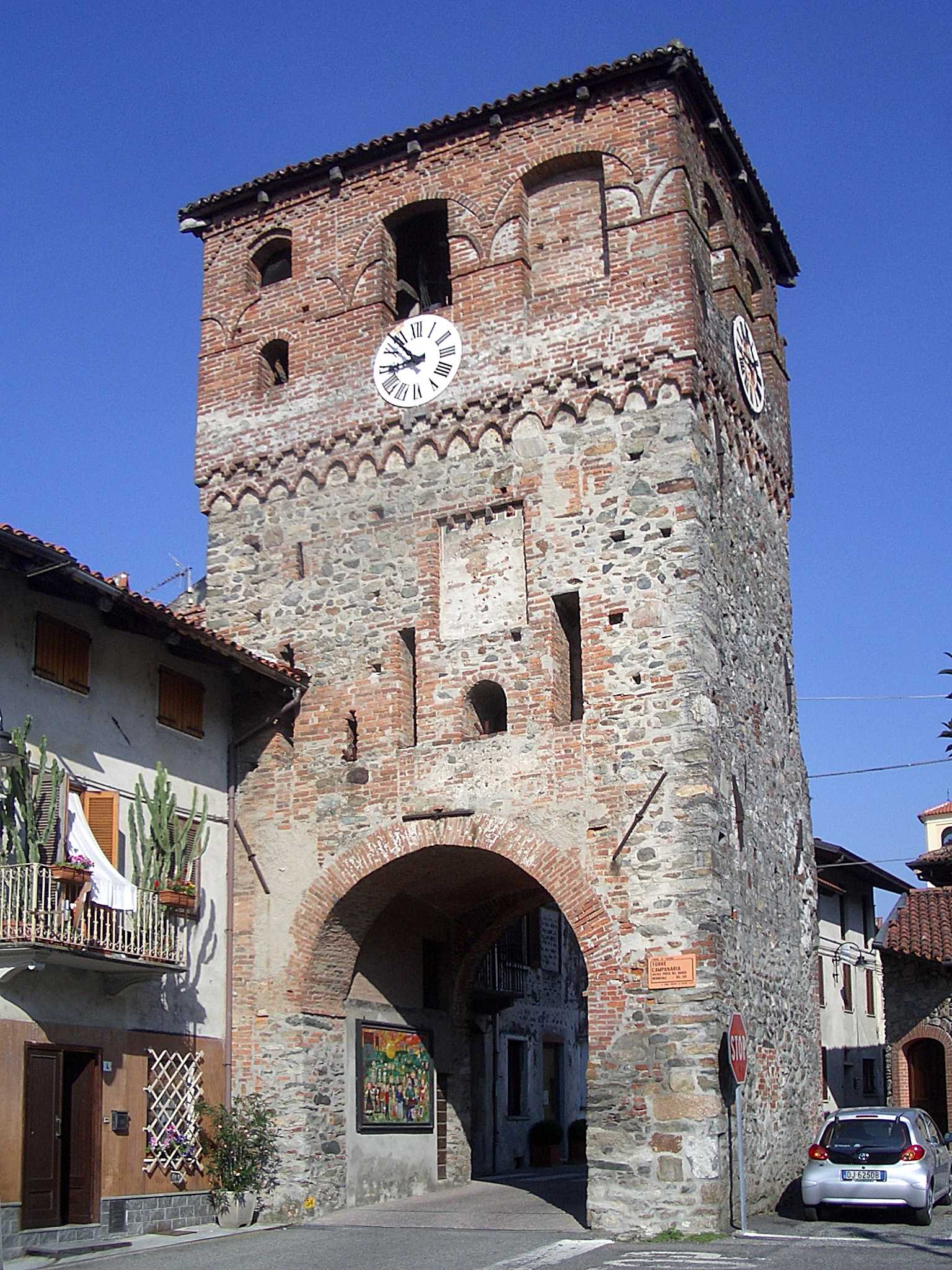
La torre del borgo vecchio, XIII secolo
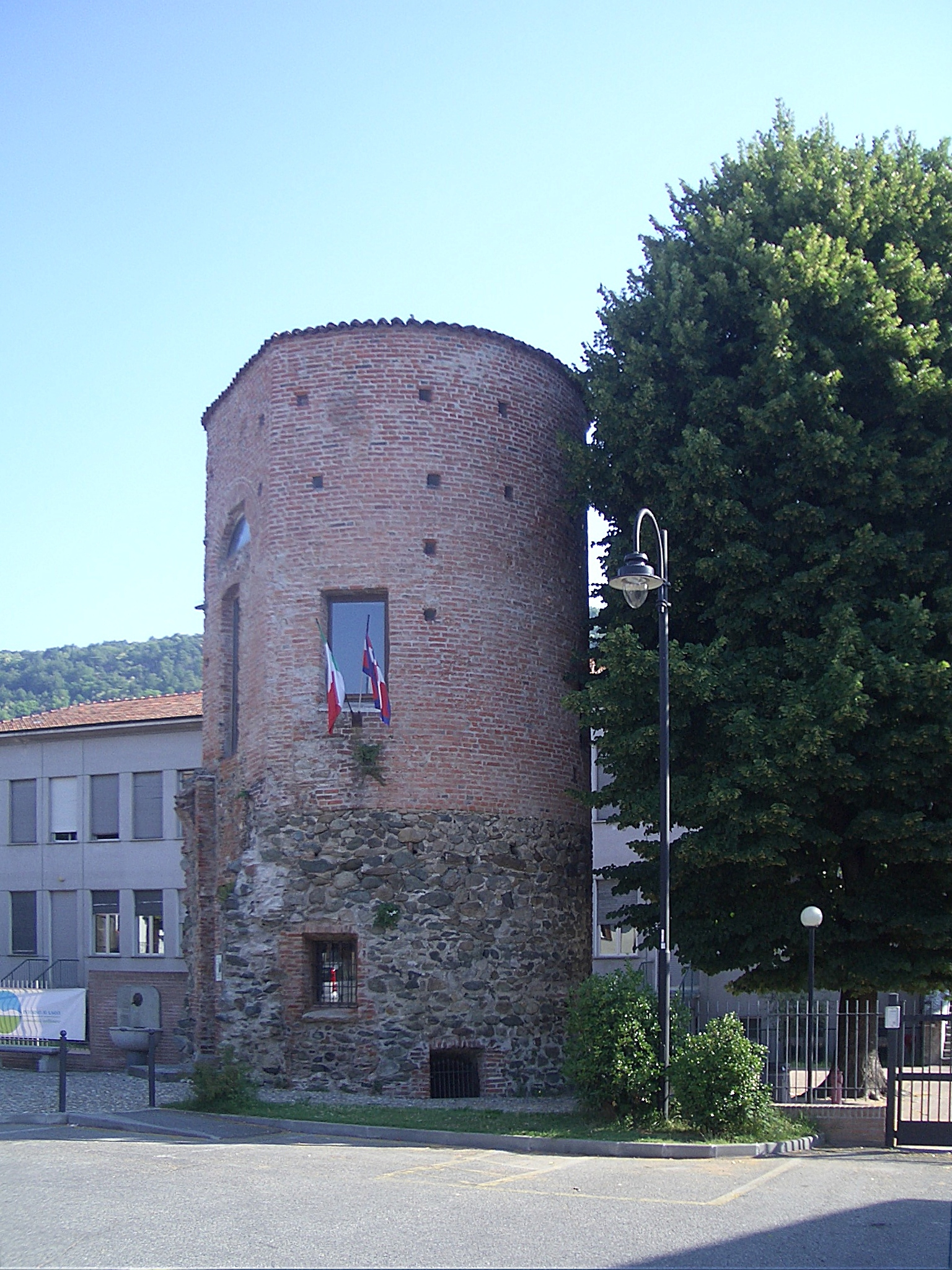
Torre d'angolo nord-est delle mura del Borgo medioevale
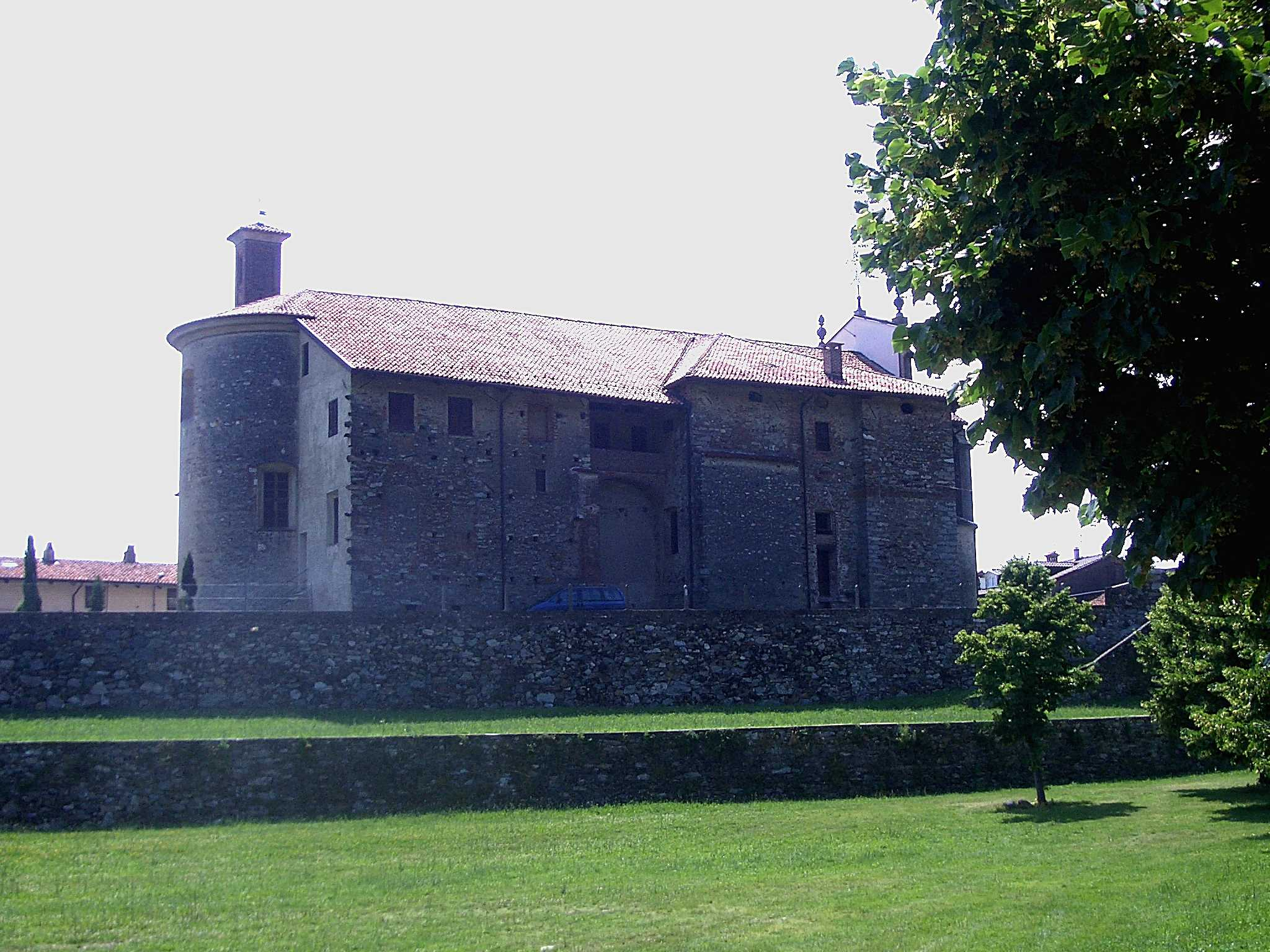
Chiesa parrocchiale dei Santi Pietro e Lorenzo
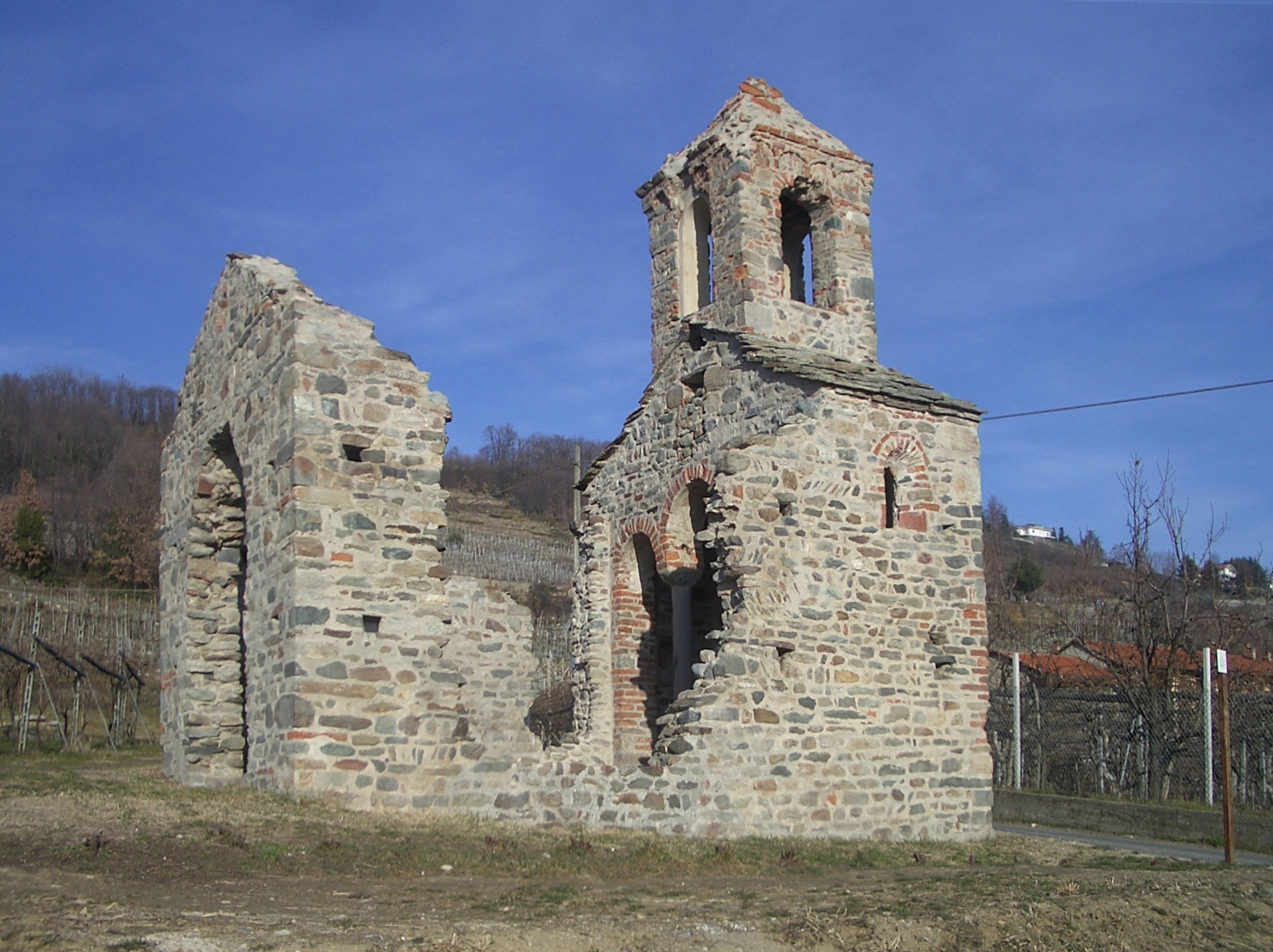
I resti del Gesiùn, chiesa romanica del IX secolo